# LZ-58
De LZ-58 is een verkeersweg op het Spaanse eiland Lanzarote. De weg loopt vanuit de plaats La Vegueta (kruispunt met de LZ-409) naar de LZ-30. 

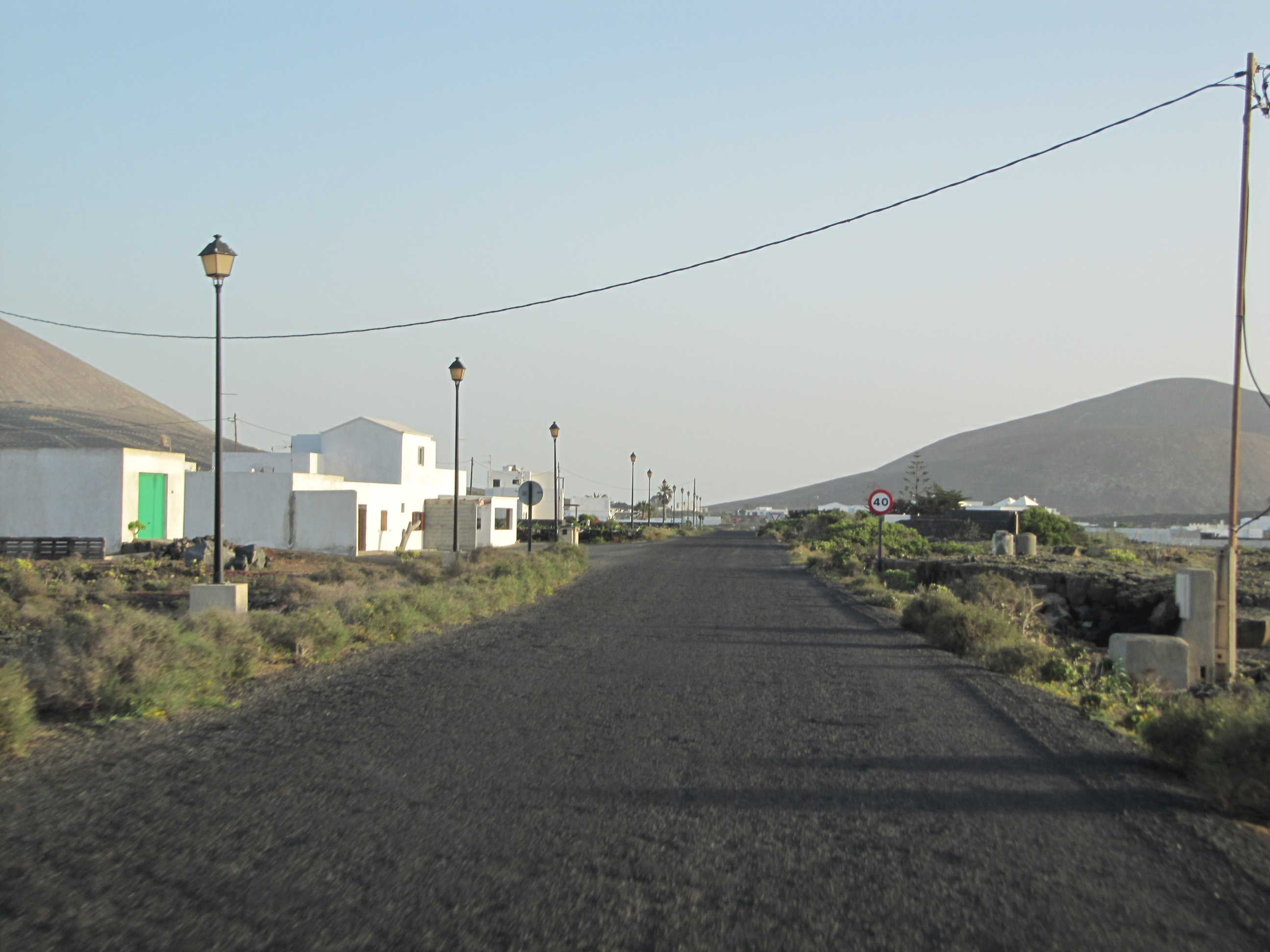
Masdache